# Saint-Paul (Haute-Vienne)
Saint-Paul ist eine Gemeinde in Frankreich. Sie gehört zur Region Nouvelle-Aquitaine, zum Département Haute-Vienne, zum Arrondissement Limoges und zum Kanton Condat-sur-Vienne. Sie grenzt im Norden an La Geneytouse, im Nordosten an Saint-Denis-des-Murs, im Südosten an Saint-Bonnet-Briance, im Süden an Saint-Genest-sur-Roselle, im Südwesten an Saint-Hilaire-Bonneval und im Westen an Eyjeaux.

## Geschichte

### Camp de Saint-Paul-d'Eyjeaux
Das Camp de Saint-Paul-d'Eyjeaux (seltener: Camp de Saint-Paul) befand sich auf dem Gebiet der Gemeinde Saint-Paul an der heutigen D115, die streckenweise den Namen Le Camp führt. Warum das Camp meistens noch mit dem Zusatz Eyjeaux benannt wird, ist nicht bekannt. In weiteren Quellen wird es aber auch als Camp des Craquettes bezeichnet.
Im Jahr 1939 wurden in Saint-Paul Baracken errichtet, um darin elsässische und lothringische Flüchtlinge unterzubringen, die während des Drôle de Guerre vor der deutschen Wehrmacht aus ihrer Heimat geflohen waren. Durch einen Beschluss des Vichy-Regimes vom 30. Oktober 1940  wurde aus dem Flüchtlingslager ein Camp de Séjour Surveillé (CSS; Lager mit überwachtem Aufenthalt). Dem war offenbar schon im Juni 1940 eine Sanierung des auf  sehr schlammigem Gelände errichteten Lagers und die Installation von Beleuchtungen auf dem Gelände und in den Baracken vorausgegangen. Vermutlich wurden in dem Zusammenhang auch die Stacheldrahtumzäunungen des Lagers und die Wachtürme errichtet. Die Wachen seien mit Maschinenpistolen, Granaten und Tränengas bewaffnet gewesen.
Ab November 1940 wurden die ersten Häftlinge eingeliefert. Es handelte sich um französische und ausländische Unerwünschte, meist französische Kommunisten und für gefährlich erklärte Ausländer, die zuvor im Durchgangslager Saint-Germain-les-Belles interniert waren.
Das Lager war für 600 Menschen ausgelegt und beherbergte in der Regel zwischen 250 und 650 Häftlingen. Deutlich überschritten wurde diese Belegung am 18. Dezember 1941. An dem Tag hielten sich 1.463 Internierte im Lager auf, darunter 758 Kommunisten, 705 Gewerkschafter und 53 aus anderen Gründen Verhaftete. Im Januar 1942 lag die Zahl der Internierten aber wieder deutlich unter 600.
Laut der Fondation pour la mémoire de la déportation erfolgte am 1. März 1941 die Abreise von 173 Internierten in Internierungslager in Nordafrika (Sahara-Lager). Michel Annet stellt das etwas differenzierter dar. Nach ihm waren es 155 Internierte aus dem Camp de Saint-Paul-d'Eyjeaux, 90 weitere aus dem Camp de Nexon  und weitere zwanzig aus dem Durchgangslager Saint-Germain-les-Belles. Nach Jacky Tronel, der 21 Männer aus Saint-Germain erwähnt, handelte es sich bei den 155 Personen aus Saint-Paul-d'Eyjeaux um jene Männer, die am 30. Dezember 1940 aus dem Internierungslager Camp du Sablou nach hier verlegt worden waren.
Die 265 oder 266 Männer wurden mit dem Zug nach Port-Vendres gebracht und von da aus per Schiff nach Nordafrika. Von Algier aus reisten die Gefangenen dann mit dem Zug nach El Djelfa, wo sie im Fort Cafarelli interniert wurden.
Die Abgänge in Saint-Paul wurden im April 1941 durch die Ankunft von 117 Gefangenen aus Paris größtenteils wieder ausgeglichen.
Die ursprünglich ähnlich Funktion der Lager in Nexon und Saint-Paul änderte sich im Jahre 1942. Saint-Paul blieb weiterhin ein Lager vorwiegend für politische Gefangene, während aus Nexon die politischen Gefangenen abgezogen wurden. Wohl im Zuge dieser Umstrukturierungen erwähnt die Fondation pour la mémoire de la déportation für den August 1942 die Ankunft politischer Gefangener aus dem Camp de Nexon. Das Lager Nexon wurde in der Folge zu einem „der Zahnräder in der "Deportationsmaschine" des französischen Staates, der damit ein schändliches Kapitel in der französischen Geschichte aufschlug“.
Nach der Besetzung der Südzone durch die deutsche Wehrmacht im November 1942 sei es üblich geworden, dass Internierte als Geiseln für den Besatzer bestimmt wurden. Inwieweit das auch in Saint-Paul praktiziert wurde, ist nicht bekannt. Die Fondation pour la mémoire de la déportation vermeldet als einzige Quelle noch zwei weitere Ereignisse vor der Befreiung des Lagers: im Oktober 1943 die Abreise von Internierten in die Haftanstalt Eysses und im Juni 1944 die Verlegung der Internierten nach Nexon und Limoges. Diejenigen, die in die Haftanstalt Eysses verlegt wurden, sollten von dort aus eigentlich nach Deutschland deportiert werden. Der Aufstand der Widerstandskämpfer im Gefängnis dort konnte dies verhindern.
Am 11. Juni 1944 wurde das Camp de Saint-Paul-d'Eyjeaux von den Forces françaises de l’intérieur (FFI) befreit. Später wurden hier deutsche Kriegsgefangene untergebracht.
Aus Anlass des 70. Jahrestages der Befreiung des Camp de Saint-Paul-d'Eyjeaux wurde in Saint-Paul 2014 ein Sentier de Mémoire (Pfad der Erinnerung) eingeweiht, der über das ehemalige Lagergelände führt. Der Beginn des Pfades mit den Info-Tafeln über die Lagergeschichte kann per Google Street View eingesehen werden. (Lage) Alle Informationen hierzu befinden sich auch noch einmal auf der sehr informativ gestalteten Webseite der Gemeinde Saint-Paul (in französischer Sprache).

## Bevölkerungsentwicklung
| Jahr      | 1962 | 1968 | 1975 | 1982 | 1990 | 1999 | 2008 | 2013 |
| --------- | ---- | ---- | ---- | ---- | ---- | ---- | ---- | ---- |
| Einwohner | 1148 | 1049 | 1026 | 1096 | 1088 | 1023 | 1211 | 1246 |

## Sehenswürdigkeiten
- Menhire du Métayer

Die beiden Métayer-Menhire befinden sich in der Nähe des Weilers Métayer, etwa hundert Meter voneinander entfernt. Der erste, mehr als 4,0 Meter hohe Menhirist steht. Der zweite, viel kleinere, ist in zwei Teile zerbrochen, die in geringem Abstand voneinander auf dem Boden liegen.